# Robert Garnier
Robert Garnier (La Ferté-Bernard, c. 1545-Le Mans, 20 de septiembre de 1590) fue un poeta y dramaturgo francés. Su obra es considerada el apogeo de la tragedia humanista del Renacimiento. Fuertemente marcada por los ecos de las Guerras de Religión,  ejerció una gran influencia en su época, particularmente en el Teatro isabelino.

## Temprana edad y carrera
Publicó su primera obra cuando aún era estudiante de derecho en Toulouse, donde ganó un premio en la Académie des Jeux Floraux en 1565. Se trataba de una colección de piezas líricas, ahora perdidas, titulada Plaintes amoureuses de Robert Garnier (1565). Después de una práctica legal en el colegio de abogados de París, se convirtió en conseiller du roi au siège présidial y sénéchaussée de Maine, su distrito natal, y más tarde lieutenant-général criminel. Su amigo Lacroix du Maine dice que gozaba de una gran reputación como orador. Era un distinguido magistrado, de considerable peso en su provincia natal, que dedicó su tiempo libre a la literatura y cuyos méritos como poeta fueron plenamente reconocidos por su propia generación.
En sus primeras obras de teatro fue un seguidor cercano de la escuela de dramaturgos que se inspiraron en el estudio de Séneca. En estas producciones hay poco que sea estrictamente dramático excepto la forma. Una tragedia era una serie de discursos retóricos aliviados por un coro lírico. Siguió este modelo en obras como Porcie (publicada en 1568, actuada en el Hôtel de Bourgogne en 1573), Cornélie e Hippolyte (ambas actuadas en 1573 e impresas en 1574). En Porcie, las muertes de Casio, Bruto y Porcia son objeto de un recital elocuente, pero la acción se limita a la muerte de la enfermera, a quien se le permite morir en el escenario. Su siguiente grupo de tragedias, Marc-Antoine (1578), La Troade (1579) y Antigone ou la Piété (actuada e impresa en 1580), muestran un avance hacia el estilo de Étienne Jodelle y Jacques Grévin, y en sus propias primeras obras, en tan mucho que el elemento retórico va acompañado de abundancia de acción, aunque esto se logra mediante el plan de unir dos piezas virtualmente independientes de la misma manera. En 1592, la condesa de Pembroke escribió The Tragedy of Antonie, una versión en inglés de la obra de Garnier.
En 1582 y 1583 produjo sus dos obras maestras, Bradamante y Les Juives. En Bradamante, que es la única de sus obras sin coro, se apartó de los modelos senecanos y buscó su tema en Ariosto, dando como resultado lo que más tarde se conocería como tragicomedia. La historia dramática y romántica se convierte en un verdadero drama en manos de Garnier, aunque incluso allí los amantes, Bradamante y Roger, nunca se encuentran en el escenario. La contienda en la mente de Roger proporciona un genuino interés dramático a la manera de Corneille.
Les Juives es la conmovedora historia de la bárbara venganza de Nabucodonosor contra el rey judío Sedequías y sus hijos. Las mujeres judías que lamentan la suerte de sus hijos toman un papel principal en esta tragedia, que, aunque casi completamente elegíaca en su concepción, está singularmente bien diseñada y gana unidad por la personalidad del profeta. El crítico M. Faguet describe que, de todas las tragedias francesas de los siglos XVI y XVII es, con Atalía, la mejor construida con respecto a las exigencias del escenario. La representación real está continuamente en la mente del autor; su drama es, de hecho, visualmente concebido.
Gamier debe ser considerado como el mayor poeta trágico francés del Renacimiento y el precursor del teatro barroco del siglo XVII. Ejerció una gran influencia en el posterior desarrollo de la tragedia isabelina. Thomas Kyd es probablemente el autor de una traducción al inglés de Cornélie publicada en Inglaterra a principios de la década de 1590.

## Obras
- Porcie, tragedia, París, Robert Estienne, 1568 (éd. J.-C. Ternaux, París, Champion, 1999).
- Hippolyte, tragedia, París, Robert Estienne, 1573 (éd. R. Lebègue, París, Les Belles Lettres, 1949 et J.-D. Beaudin, París, Garnier, 2009).
- Cornélie, tragedia, París, Robert Estienne, 1574 (éd. J.-C. Ternaux, París, Champion, 2002).
- Marc-Antoine, tragedia, París, M. Patisson, 1578 (éd. J.-C. Ternaux, París, Garnier, 2010).
- La Troade, tragedia, París, M. Patisson, 1579 (éd.  J.-D. Beaudin, París, Champion, 1999).
- Antigone ou la Piété, tragedia, París, M. Patisson, 1580 (éd. J.-D. Beaudin, París, Champion, 1997).
- Bradamante, tragicomedia, París, M. Patisson, 1582.
- Les Juives, tragedia, París, M. Patisson, 1583 (éd. par S. Lardon, París, Champion, 1999; éd. Michel Jeanneret, Gallimard, Folio- Théâtre, 2007).